# Hans Burn
Hans Burn es un deportista suizo que compitió en esquí alpino adaptado. Ganó catorce medallas en los Juegos Paralímpicos de Invierno entre los años 1988 y 2002.

## Palmarés internacional
| Juegos Paralímpicos | Juegos Paralímpicos      | Juegos Paralímpicos | Juegos Paralímpicos |
| Año                 | Lugar                    | Medalla             | Prueba              |
| ------------------- | ------------------------ | ------------------- | ------------------- |
| 1988                | Innsbruck (Austria)      | Medalla de plata    | Descenso LW4        |
| 1988                | Innsbruck (Austria)      | Medalla de bronce   | Eslalon gigante LW4 |
| 1992                | Albertville (Francia)    | Medalla de oro      | Descenso LW4        |
| 1992                | Albertville (Francia)    | Medalla de oro      | Eslalon gigante LW4 |
| 1992                | Albertville (Francia)    | Medalla de bronce   | Supergigante LW4    |
| 1994                | Lillehammer (Noruega)    | Medalla de plata    | Descenso LW4        |
| 1994                | Lillehammer (Noruega)    | Medalla de bronce   | Supergigante LW4    |
| 1998                | Nagano (Japón)           | Medalla de oro      | Descenso LW4        |
| 1998                | Nagano (Japón)           | Medalla de oro      | Eslalon LW4         |
| 1998                | Nagano (Japón)           | Medalla de oro      | Eslalon gigante LW4 |
| 1998                | Nagano (Japón)           | Medalla de plata    | Supergigante LW4    |
| 2002                | Salt Lake City (EE. UU.) | Medalla de oro      | Descenso LW4        |
| 2002                | Salt Lake City (EE. UU.) | Medalla de plata    | Eslalon LW4         |
| 2002                | Salt Lake City (EE. UU.) | Medalla de plata    | Eslalon gigante LW4 |